# Olivier Todd
Pour les articles homonymes, voir Todd.
Olivier Todd est un écrivain et journaliste français né le 19 juin 1929 à Neuilly-sur-Seine et mort le 28 décembre 2024 à Paris.

## Biographie

### Famille
De père austro-hongrois et de mère britannique, Olivier Todd est le père du démographe Emmanuel Todd, du traducteur Samuel Todd, de la psychologue Aurélia Todd et de l'écrivaine Camille Todd.

### Jeunesse et études
Oliver René Louis Todd, naît le 19 juin 1929 à Neuilly-sur-Seine. Abandonné avant sa naissance par son père, Julius Oblatt, un architecte juif austro-hongrois, il est élevé par sa mère, Helen Todd, une Britannique immigrée en France dans les années 1920, elle-même fille naturelle de Dorothy Todd, lesbienne revendiquée et rédactrice en chef de l'édition britannique du magazine américain Vogue dans le Londres des années 1922 à 1926. Ne parvenant pas à rejoindre le Royaume-Uni en 1940, la mère de Todd doit vivre de cours privés sous l’Occupation.
Exprimant de vives sympathies communistes, elle vit à la Libération en concubinage avec le poète d’origine roumaine Claude Sernet, adhérent du Parti communiste français et membre actif du Conseil national des écrivains. Dans ce milieu intellectuel et communiste, Olivier Todd connaît une socialisation politique familiale qui lui offre une vision manichéenne du monde entre « les bons, rouges et roses » et les « affreux, blancs et fascistes », mais aussi trotskistes. 
Olivier Todd est élève au lycée Henri-IV, puis au lycée Debussy de Saint-Germain-en-Laye. En préparant son second baccalauréat, il se lie d’amitié avec Patrick Nizan, fils de l’écrivain Paul Nizan (sous la tutelle de Jean-Paul Sartre depuis la mort de Jean-Baptiste Sartre en 1940). Patrick Nizan lui présente sa sœur, Anne-Marie, qu'Olivier Todd épouse en 1948 après son succès au baccalauréat. Le couple a deux enfants : Emmanuel (né en 1951 et avec qui il a longtemps eu une relation complexe) et Camille (née en 1963).
Il passe une année à Londres chez sa grand-mère maternelle qui lui fait obtenir son entrée au Corpus Christi College de l'université de Cambridge. Athée, ne partageant pas le mélange d’anglicanisme et de science chrétienne de cette dernière, il se définit alors comme un progressiste, proche du Parti communiste français (PCF), mais ne pouvant y adhérer en raison des accusations de traîtrise dont le parti accable son défunt beau-père, Paul Nizan. De 1948 à 1951, il suit des études de philosophie qui lui font découvrir la tradition empirique anglo-saxonne (Ludwig Wittgenstein, Alfred Jules Ayer, George Edward Moore). Il en sort imperméable à la philosophie sartrienne, à la métaphysique et à la « logorrhée » des penseurs français dont les œuvres relèvent, selon lui, davantage d’un souffle poétique que d’une exigence de clarté.
Ainsi, si de retour à Paris, il amorce sa collaboration aux Temps modernes – parallèlement à diverses revues littéraires britanniques –, il ne se pose pas pour autant comme un disciple de Sartre. Il souhaite avant tout passer l’agrégation d'anglais. Or, s’il obtient à la Sorbonne sa licence et son diplôme d’études secondaires, il échoue par deux fois au concours (1953 et 1954).

### Du service militaire aux premières publications
Olivier Todd doit alors se soumettre à ses obligations militaires, d’abord au sein du service de presse de l’armée, ensuite au Maroc. Il en tire son premier livre, Une demi-campagne (Julliard, 1956), qui s’en prend aux travers de l’armée française. Préfacé par Sartre, ce livre obtient un certain écho grâce aux Temps modernes qui en publient un extrait sous le titre Les Paumés.
À partir de 1956, il enseigne au lycée international du SHAPE à Saint-Germain-en-Laye tout en y occupant des responsabilités locales au sein du PSU. Ancien adhérent à la Nouvelle Gauche venu à la politique par anticolonialisme, son orientation progressive vers le journalisme l’oblige toutefois à s’en détacher progressivement.
En effet, s’il a mis un pied dans le journalisme en assurant des piges pour le supplément littéraire du Times, ce n'est qu’après l’échec critique de son deuxième roman, La Traversée de la Manche (Julliard, 1960), qu’il se tourne vers ce métier. Il se rapproche alors de Jean-François Revel qui partage son ouverture au monde et aux méthodes anglo-saxonnes (Ve – XIe siècles). Or, ce dernier, qui est directeur de la rubrique littéraire de France Observateur, l’invite à y publier des piges. Il y couvre la littérature anglo-saxonne puis la télévision sous la forme d’une chronique signée Pierre Maillard.
En 1963, sa nomination au poste d’assistant à l’Institut audiovisuel de l’ENS Saint-Cloud ne le détourne que temporairement de sa nouvelle voie car le manque de moyens matériels et la conception du fait télévisuel qui y règne lui font vite abandonner ses espoirs de carrière universitaire. Ainsi, il n’hésite pas, en dépit de la perte d’un dixième de son salaire et des avertissements de Revel sur les risques de faillite du journal, à entrer à France Observateur lorsqu’on lui en fait la proposition. Remplaçant Jean-Noël Gurgand en juin 1964, il abandonne ses fonctions universitaires et politiques.

### PériodeNouvel Observateur
S’il n’est pas directement associé aux négociations préalables au lancement du Nouvel Observateur, il en fait partie dès son lancement, voyant dans la caution sartrienne un gage qu’il ne s’agit pas d’« une entreprise louche ou douteuse ». Gilles Martinet lui fournit d’ailleurs, comme à tous les anciens membres de France Observateur, l’argent pour en devenir actionnaire.
Éloigné des querelles internes des premiers temps car il n’est pas vraiment considéré comme un ancien de France Observateur, il s’entend vite bien avec le directeur de la rédaction. Ce dernier apprécie le caractère polyvalent et anglo-saxon de son travail mais aussi sa collaboration avec une institution aussi prestigieuse que la BBC qui a, entre autres, l’avantage de prendre en charge le coût de déplacements à l’étranger. Ainsi, alors même qu’il est encore néophyte dans le métier, il est envoyé en 1965 couvrir pendant deux mois la guerre du Viêt Nam. Sinon, il partage la ligne politique suivie par Jean Daniel et fait l’objet d’une certaine considération de la part de ce dernier si on en croit la publication (fréquente) de ses articles et le tutoiement dont il lui fait l’honneur.
Il n’en est pas moins choqué par certaines pratiques en cours au journal telles que les augmentations salariales qu’on lui propose sous forme de notes de frais. Cette critique envers les méthodes de la direction transparaît en mai 1968 lorsque, avec René Backmann, il prend la tête de la contestation interne à Jean Daniel. À l’occasion d’une réunion du Comité de presse de la Sorbonne, il appelle même à mettre « fin à la dictature de Jean Daniel au Nouvel Observateur ». Mais, s’il continue à contester la direction, il revient vite à des positions politiques plus modérées comme l’illustre son soutien aux lois d’Edgar Faure sur l’Université.
Parallèlement, il collabore à différentes publications britanniques et américaines (The Times Literary Supplement, New Statesman, The Hudson Review (en)) ainsi qu’à diverses émissions de la BBC (Europa, Twenty Four Hours). En novembre 1969, il quitte Le Nouvel Observateur pour intégrer l'équipe Desgraupes comme responsable du magazine d'actualités Panorama. Durant neuf mois, il y interviewe des personnalités comme Louis Vallon, Roger Garaudy ou Jean-Paul Sartre. Mais en juin 1970, une censure politique concernant la diffusion de La Bataille d'Alger le fait démissionner.
Amicalement rappelé par Claude Perdriel, il revient au Nouvel Observateur avec le titre de rédacteur en chef-adjoint et la direction de la rubrique « Société ». En dépit des réticences que Jean Daniel exprime à l’égard de sa promotion, il prend, sans difficulté, le relais de Pierre Bénichou à la tête du service « Notre époque ».
Si les premières semaines sont quelque peu conflictuelles avec Jean Daniel, il trouve assez rapidement ses marques et s’assure complètement du droit de choisir les articles de sa rubrique. Il introduit aussi l’idée de pré-sommaire dans tous les services afin d’éviter les « bulles » et les « doublons ». Avec comme adjoint François Paul-Boncour puis Christiane Duparc, il s’efforce de gérer les fortes têtes de son équipe (Katia D. Kaupp, Mariella Righini, Yvon Le Vaillant) et des grands reporters qui, tels Jean-Francis Held, Guy Sitbon ou Josette Alia, y collaborent plus ou moins régulièrement.
Ces efforts pour relancer la rubrique portent vite leurs fruits. C'est ainsi sous sa direction que le journal publie son numéro sur l’avortement (no 334, 5 avril 1971). Mais il réussit aussi à faire la Une avec d’autres dossiers au contenu libertaire et sulfureux tels que La sexualité des enfants (no 325, 1er février 1971), La sexualité des Français (no 415, 22 octobre 1972), Le pays où tout est permis (no 347, 5 juillet 1971). Il n’en donne pas moins d’écho à des dossiers plus politiques tels que Justice à la française (no 421, 4 décembre 1972), Les banlieues de la peur (no 449, 18 juin 1973) ou Les trente dernières années de la terre (no 361, 11 octobre 1971). Toutefois, lassé de son travail de rewriter, il laisse les rênes du service à Christiane Duparc pour se consacrer à l’écriture et aux reportages. Il publie ainsi L'Année du crabe (R. Lafont, 1972), récit dans lequel il narre ses retrouvailles avec son père.

### Suivi du conflit vietnamien
Il continue aussi à couvrir la guerre du Viêt Nam avec un militantisme pro-Việt Cộng non dissimulé. Il en vient même à essayer de publier des entretiens de prisonniers américains maudissant leur gouvernement et louant leurs geôliers mais Jean Daniel l’en empêche. En septembre 1973, une visite en zone tenue par le GRP lui fait prendre conscience à quel point ce dernier est « au Sud le bras séculier et idéologique du gouvernement communiste de Hanoi ». Il en tire un article dans lequel, sans cacher ses craintes envers les projets de « réunification » et de « rééducation » de ce mouvement, il évoque « les violences » sur les populations civiles.
Or, alors qu’il avait demandé à Serge Lafaurie de « sucrer le pittoresque et garder le politique », le rédacteur en chef fait l’inverse, soutenu en cela par Jean Daniel au nom du principe que il-est-trop-tôt-pour-le dire. Choqué d’un tel procédé, il choisit d’en exprimer le contenu politique dans un entretien à Réalités. Tout en y estimant que l’« attitude pro-vietnamienne découle en partie de l’antiaméricanisme dans lequel se complaît l’intelligentsia, ainsi que d’un sentiment de culpabilité des Blancs sur-développés vis-à-vis des pays du tiers-monde », il s’en prend à cet ensemble « de clichés à l’emporte-pièce et de réactions passionnelles suscitées par la guerre du Vietnam » qui n’a jamais été mis « à l’épreuve des réalités ».
À L’Obs, ses propos suscitent un tollé. Si Pierre Bénichou lui reconnaît le droit de s’exprimer, De Galard et Lafaurie se réfugient dans un silence réprobateur, Michel Bosquet réclame sa rétrogradation et Jacques-Laurent Bost demande son licenciement. Quant à Jean Daniel, il lui propose, d’abord de se rétracter dans Réalités, ensuite de s’expliquer devant l'aréopage « de tous ceux qui comptent » dans le journal. Refusant, il se voit retirer la couverture de la guerre du Vietnam au profit de Jean Lacouture. Deux ans plus tard, il exprimera ses considérations sur le conflit sous la forme d’une fiction intitulée Les Canards de Ca Mao (Robert Laffont, 1975).
Cet acte de censure marque le début d’une lente prise de distance tant avec l’activité éditoriale qu’avec la ligne politique du journal. À partir de 1973, il commence ainsi à collaborer à Newsweek International tout en se limitant, à L’Obs, à quelques entretiens et reportages dans les pays anglo-saxons.
Il tire aussi de cette expérience vietnamienne des conséquences, quant au communisme, qui se ressentent dans son rapport critique à l’Union de la Gauche. Amorçant un recentrage politique qui se traduit par l’affirmation plus nette de son tempérament « profondément social-démocrate », il ne cache pas son intérêt pour le côté « libéral, tocquevillien, réformateur » du troisième président de la Ve République. Il en vient même, en mai 1977, à publier une biographie de Valéry Giscard d'Estaing (La Marelle de Giscard, Robert Laffont) qui joue un « rôle capital dans les débats d’idées et les grands chocs politiques » du moment.

### PériodeL'Express
C'est juste après que Le Nouvel Observateur en a assuré la promotion qu’il se décide à rejoindre Jean-François Revel à L'Express, en juin 1977. Expliquant son geste à la fois par un « besoin de changer et des divergences politiques », il se considère alors comme un social-démocrate « résolument anticommuniste » dont l’estime peut aller à « certains dirigeants du PS dignes de confiance » mais pas au PCF.
Entré comme éditorialiste avec la liberté d’appeler à voter à gauche aux prochaines élections législatives, il entre au comité éditorial en août 1977 avant d’être nommé, deux mois plus tard, rédacteur en chef, chargé des projets à long terme. En septembre 1978, il devient rédacteur en chef, adjoint au nouveau directeur, son ami Jean-François Revel. À ce poste, il n’hésite pas à débaucher Jean-Francis Held en 1979 et à essayer de faire de même avec Franz-Olivier Giesbert, Claire Bretécher et François Caviglioli. Soutenant Jean-François Revel dans sa recherche de grandes signatures dans le domaine intellectuel, ils suivent globalement la ligne de ce dernier jusqu'à ce que, en mai 1981, entre les deux tours de l'élection présidentielle, la couverture de l'hebdomadaire (elle présentait les visages de François Mitterrand et celui de Valéry Giscard d'Estaing côte à côte) soit jugée trop favorable à la gauche aux yeux du propriétaire du journal James Goldsmith. Celui-ci licenciera Olivier Todd avec le soutien de Raymond Aron. En signe de solidarité, Jean-François Revel démissionnera. Treize autres journalistes (dont Albert du Roy) agiront de même. 
Après avoir publié chez Grasset des romans comme La Négociation (1989) et La Sanglière (1992), il s’en détache à la fin des années 1990 comme le montre son roman Corrigez-moi si je me trompe publié chez Nil Éditions en 1998. Il se recentre alors sur la biographie en publiant, dans la prestigieuse collection “ NRF Biographies ” de Gallimard, celles d’Albert Camus (1996) et d’André Malraux (2001).
Olivier Todd est le biographe attitré de Camus et aujourd'hui l'un des plus critiques sur la manière dont est préservée sa mémoire.

## Œuvres

### Romans
- 1960 : La Traversée de la Manche
- 1975 : Les Canards de Ca Mao[18]
- 1972 : L'Année du crabe
- 1986 : Un fils rebelle : récit
- 1989 : La Négociation
- 1992 : La Sanglière
- 1998 : Corrigez-moi si je me trompe
- 2011 : J'ai vécu en ces temps

### Biographies
- 1977 : La Marelle de Giscard : 1926-1974
- 1984 : Jacques Brel, une vie
- 1996 : Albert Camus, une vie[19]
- 2001 : André Malraux, une vie

### Divers
- 1969 : Des trous dans le jardin
- 1973 : Les Paumés
- 1979 : Portraits
- 1981 : Un fils rebelle (son rapport à Sartre)
- 1982 : Un cannibale très convenable
- 1983 : Une légère gueule de bois (essai)
- 1985 : La Balade du chômeur
- 1987 : Cruel avril (dédié au résistant Trần Văn Bá)
- 1987 : La Chute de Saïgon
- 2005 : Carte d'identités (souvenirs)

## Distinctions

### Récompenses
- 1981 : Prix Biguet  de l’Académie française pour Un fils rebelle[20]
- 1983 : Prix Louis Barthou de l’Académie française pour Un cannibale très convenable
- 1996 : Prix France Télévisions pour Albert Camus, une vie
- 1996 : Prix du Mémorial, grand prix littéraire d'Ajaccio pour Albert Camus, une vie

### Décorations
- Commandeur de l'ordre des Arts et des Lettres Il est fait commandeur le 30 mai 1996[21].